# Масканьїт
Масканьїт (рос. масканьит; англ. mascagnite, mascagnine; нім. Mascagnit m, Mascagnin m) — мінерал, сульфат амонію острівної будови.
Синоніми: маскагніт.

## Загальний опис
Хімічна формула: (NH4)2[SO4].
Сингонія ромбічна, ромбо-дипірамідальний вид.
Форми виділення: мучнисті кірочки та сталактити, рідкісні кристали.
Штучні кристали короткопризматичні.
Спайність ясна.
Густина 1,77.
Твердість 2.
Безбарвний, сірий і лимонно-жовтий.
Злам нерівний.
Блиск скляний.
На смак їдкий і гіркий.
Гігроскопічний.
Відомий як продукт згону у фумаролах Везувію, Етни та інших вулканів. Також зустрічається у відкладах гуано.
Рідкісний.
Названий за прізвищем італійського медика П. Масканьї (P.Mascagni), D.L.G.Karsten, 1800.